# Englerophytum iturense
Englerophytum iturense là một loài thực vật có hoa trong họ Hồng xiêm. Loài này được (Engl.) L.Gaut. mô tả khoa học đầu tiên năm 1997.